# Semicorchea

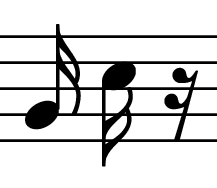
Figura 1. Dos semicorcheas y un silencio de semicorchea.

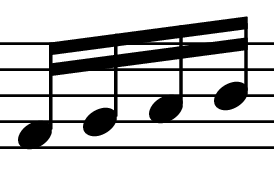
Figura 2. Cuatro semicorcheas unidas.

La semicorchea es una figura musical que equivale a 1/16 del valor de la figura redonda. El antepasado de la semicorchea es la semifusa de la notación mensural, que no se debe confundir con la figura de semifusa actual.

## Representación gráfica
Las figuras de semicorcheas se representan con una cabeza de nota ovalada coloreada en negro, con una plica vertical con dos vírgulas o corchetes, que tienen la forma de ganchos o rabillos (ver Figura 1).
La dirección de la plica depende de la posición de la nota. Al igual que sucede con todas las figuras que llevan plicas, se dibujan con la plica a la derecha de la cabeza de la nota y hacia arriba, cuando el sonido representado está por debajo de la tercera línea del pentagrama. Mientras que, cuando la nota está en dicha línea media o por encima de esta, se dibujan con la plica a la izquierda de la cabeza de la nota y hacia abajo. No obstante, esta regla no es absoluta ya que puede variar cuando es necesario ligar varias notas o cuando se representa más de una voz. De hecho en las obras polifónicas la orientación de las plicas ayuda a distinguir las diferentes voces.
Los corchetes siempre deben ir del lado derecho de la plica, curvos hacia la derecha. Cuando la plica apunta hacia arriba, el corchete comienza en la punta superior y se curva hacia abajo; cuando la plica apunta hacia abajo, el corchete comienza desde la punta inferior y se curva hacia arriba.
Cuando varias semicorcheas (igual ocurre con las corcheas, fusas, semifusas) están cerca una de la otra y se encuentran dentro de la misma unidad de pulso, sus dos corchetes se unen convirtiéndose en tres barras gruesas más o menos horizontales según la dirección general de las notas a unir (ver Figura 2).
En la música vocal y coral a menudo se le asigna una sílaba diferente a cada nota y cuando una sola sílaba es asignada a varias notas se suelen dibujar enlazadas.

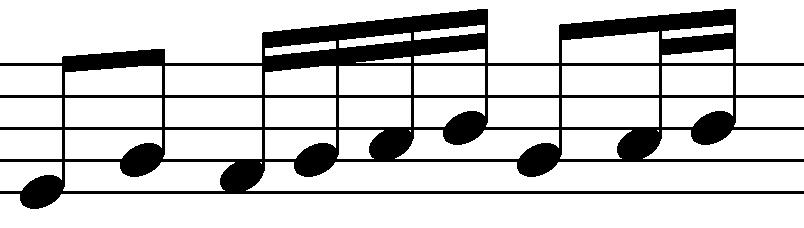
Figura 3. Corcheas y semicorcheas enlazadas.

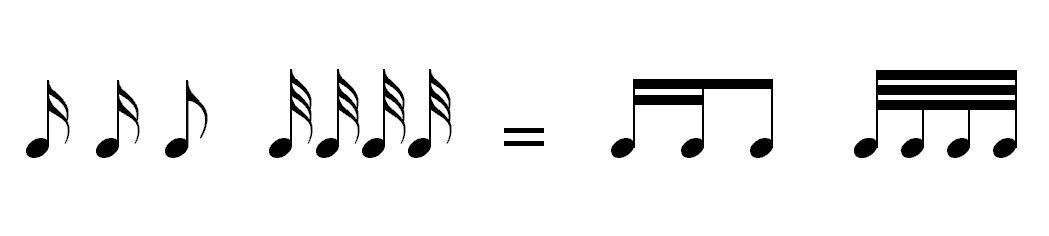
Figura 4. Corcheas y semicorcheas sueltas y enlazadas.

El silencio de semicorchea es su silencio equivalente. La semicorchea, como todas las figuras musicales, tiene un silencio de su mismo valor y supone que durante ese tiempo no se emite sonido alguno.
En Unicode el signo para dos semicorcheas unidas es U+266C (♬).

## Duración y equivalencias
En un compás de subdivisión binaria (2
4; 3
4; 4
4; etc.) la semicorchea dura una cuarta parte de un tiempo. Por lo tanto, en un compás de 4
4 esta figura ocupa la dieciseisava parte de un compás.
Si se le añade un puntillo, la duración total resultante es su valor habitual más la mitad de tal valor. Así por ejemplo si su duración son 2 fusas, con el puntillo pasaría a durar 3 (2 + 1).
La figura de semicorchea equivale a la dieciseisava parte de una redonda, a la octava parte de una blanca, a la cuarta parte de una negra, a la mitad de una corchea, a 2 fusas o bien a 4 semifusas.
Por encima de la redonda hay algunas figuras de mayor duración pero han caído en desuso en la notación musical actual. Son: la cuadrada que equivale a ocho negras, la longa que equivale a 16 negras y la maxima que equivale a 32 negras. Por debajo de la semifusa también existen otras figuras de menor duración que tampoco se utilizan hoy en día. Son: la garrapatea que equivale a 1/128 de la redonda y la semigarrapatea que equivale a 1/256 de la redonda, esto es, 1/64 pulsos de negra.

## Etimología
Los nombres que se le dan a esta figura y a su silencio en diferentes lenguas varían enormemente:
| Idioma           | Nombre de la nota       | Nombre del silencio     |
| ---------------- | ----------------------- | ----------------------- |
| Alemán           | Sechzehntelnote         | Sechzehntelpause        |
| Español          | semicorchea             | silencio de semicorchea |
| Francés          | double-croche           | quart de soupir         |
| Griego           | δέκατο έκτο             | παύση δεκάτου έκτου     |
| Neerlandés       | zestiende noot          | zestiende rust          |
| Inglés americano | sixteenth note          | sixteenth rest          |
| Inglés británico | semiquaver / demiquaver | semiquaver rest         |
| Italiano         | semicroma               | pausa di semicroma      |
| Portugués        | semicolcheia            | pausa de semicolcheia   |
| Ruso             | шестнадцатая нота       | шестнадцатая пауза      |

La mayor parte de los términos derivan del elegido para designar a la figura de corchea, añadiéndole los prefijos pertinentes para el nuevo concepto. Así pues, las acepciones española, italiana y portuguesa recurren al prefijo «semi», mientras que la inglesa mantiene las opciones «semi» y «demi» para hacer referencia a que esta figura posee la mitad de la duración que la corchea. Por su parte, el nombre francés actual double-croche añade double ya que en su caso alude al doble gancho de la grafía de la nota. El término francés para corchea croche quiere decir «gancho».
En el Reino Unido y Canadá esta nota se denomina semiquaver que quiere decir «media-corchea». Este nombre viene del término británico para corchea, quaver («sonido trémulo»).
La acepción en inglés americano es sixteenth note, que significa «dieciseisavo de nota» en relación con el valor de la redonda, llamada «nota completa» en esta nomenclatura. Los términos americanos son calcos semánticos de los términos alemanes, ya que cuando las orquestas estadounidenses se establecieron por primera vez en el siglo XIX fueron pobladas en gran medida por emigrantes alemanes.